# Aleuron neglectum
Aleuron neglectum Rotschild & Jordan, 1903 è un lepidottero appartenente alla famiglia Sphingidae, diffuso in America Centrale e Meridionale.

## Descrizione

### Adulto
Appare molto simile nella colorazione ad A. iphis, dalla quale è facilmente distinguibile per la presenza di una più stretta macchia mediana nera (mai marrone) sulla pagina inferiore dell'ala anteriore.
Un'altra differenza rispetto a A. iphis è la banda bianca nel primo segmento addominale, che può risultare molto sottile o del tutto assente (D'Abrera, 1986).

I sessi sono simili a livello macroscopico. Il genitale maschile è affine a quello di A. iphis, ma rivela uno gnathos abbastanza corto e un po' più curvato. L'edeago è compresso a livello distale.

L'apertura alare va da 48 a 53 mm.

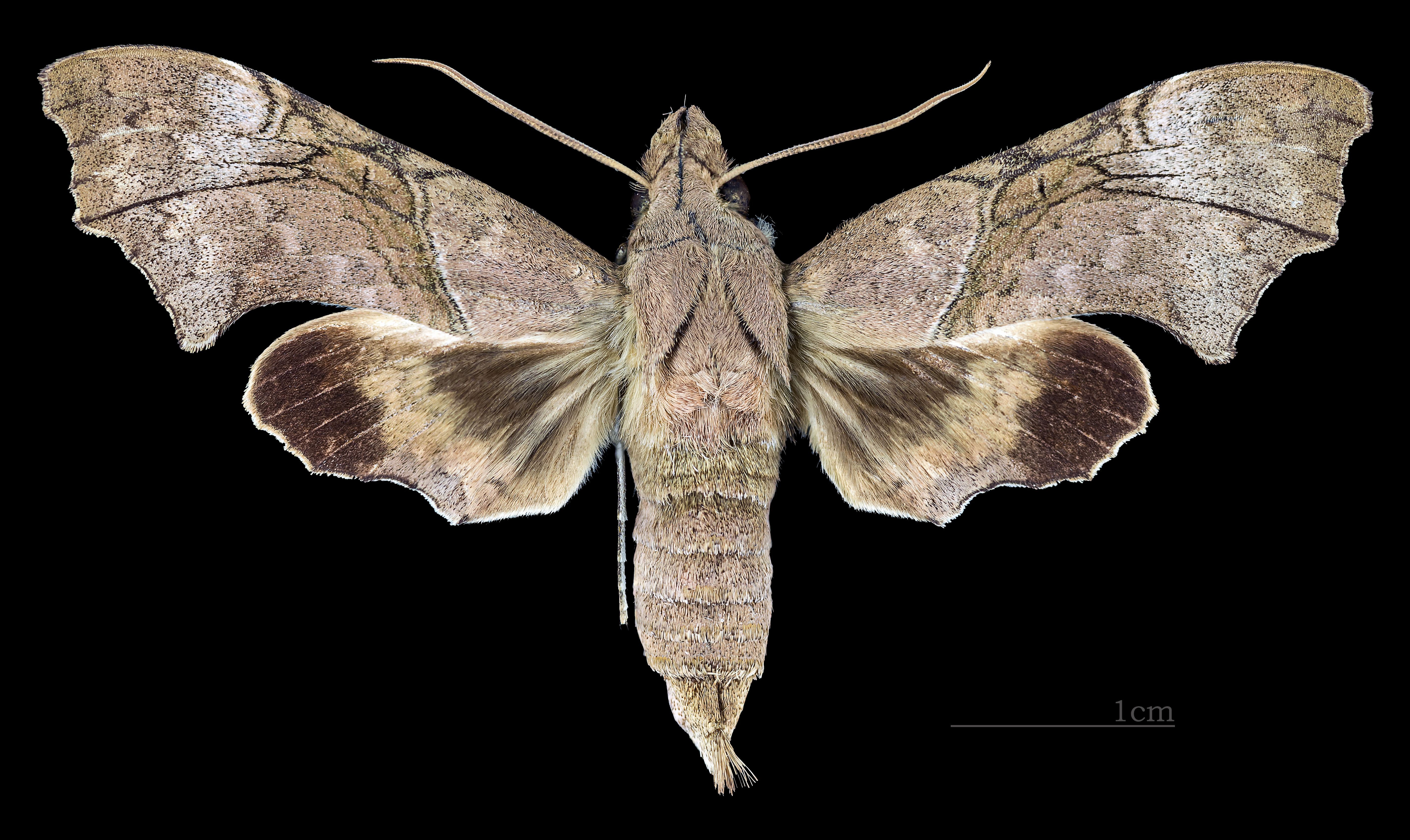
Parte dorsale della femmina.
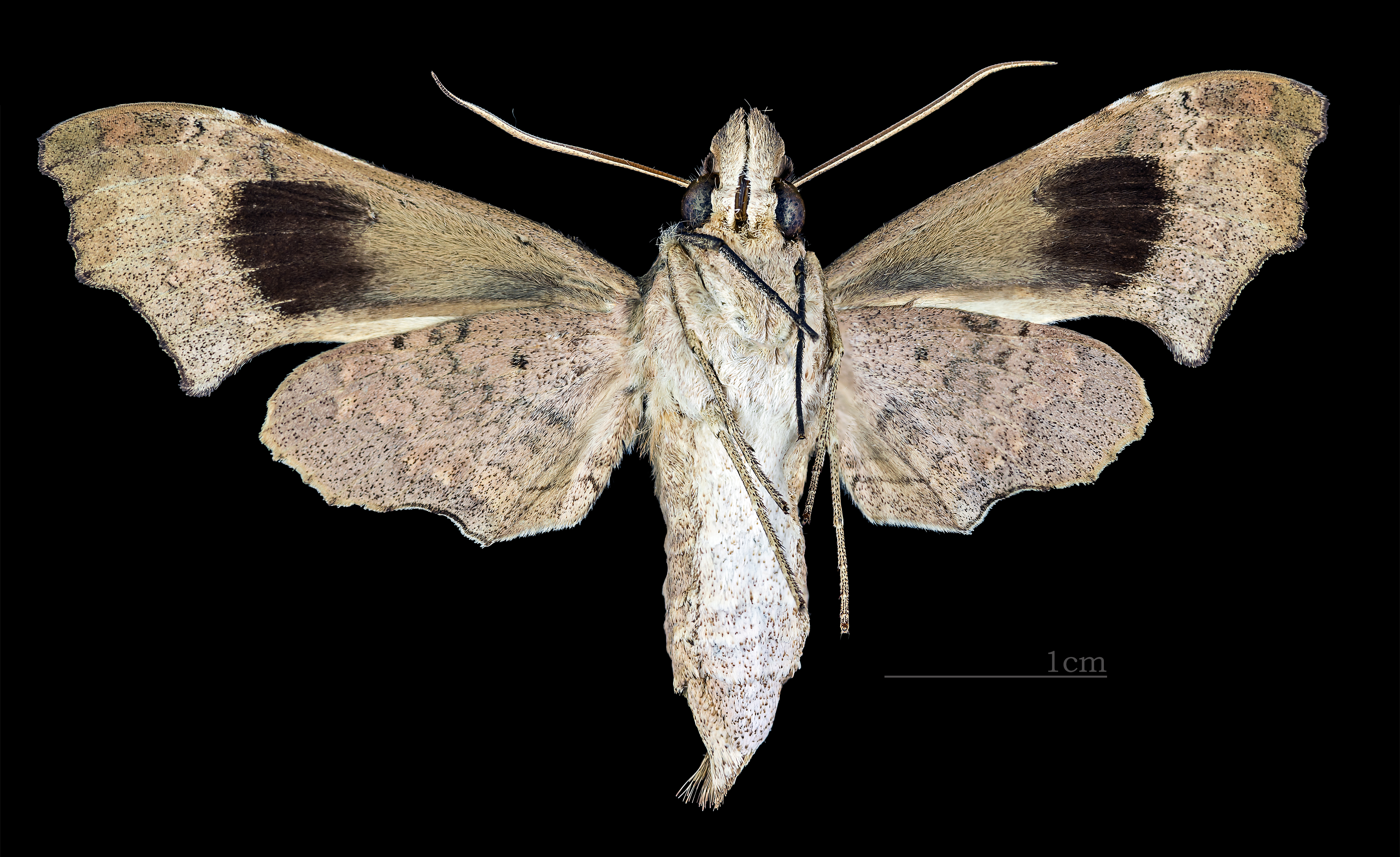
Parte ventrale della femmina.

### Larva
Il primo stadio di sviluppo del bruco appare verde brillante, con un lungo cornetto scuro sull'ottavo urotergite, che va via via riducendosi nei successivi stadi dello sviluppo; in seguito alle varie mute, le larve divengono sempre più scure e tendenti al marroncino. La fase larvale dura circa 36 giorni.

### Pupa
I bruchi si impupano in camere sotterranee libere. Le pupe appaiono lucide e brunastre o quasi nere. La fase pupale dura, di norma, 18 giorni.

## Distribuzione e habitat
L'areale comprende Messico, Belize (Cayo), Guatemala, Costa Rica (Guanacaste, Heredia e Puntarenas), Venezuela (Amazonas, Aragua e Bolivar), Guiana Francese, Colombia (Mocoa), Ecuador, Perù (Iquitos, Rio Cachyaco, locus typicus, e Rio Madeira), Bolivia (La Paz e Santa Cruz), Brasile (Mato Grosso) e Argentina (Misiones).

## Biologia
Gli adulti hanno abitudini crepuscolari, ma non vengono attratti dalla luce. Durante l'accoppiamento, la femmina richiama il maschio grazie ad un feromone rilasciato da una ghiandola posta al termine dell'addome.

### Periodo di volo
La specie è trivoltina in Guiana Francese, in quanto vola a marzo, agosto e ottobre; bivoltina nel Mato Grosso, dove vola a febbraio e maggio.

### Alimentazione
Il bruco si alimenta su foglie di varie specie di Dilleniaceae tra cui:
- Curatella americana.
- Davilla nitida.
- Doliocarpus sp.
- Tetracera sp.

Gli adulti suggono il nettare da fiori di Duranta repens (fam. Verbenaceae).

## Tassonomia

### Sottospecie
Non sono state descritte sottospecie.

### Sinonimi
Sono stati riportati quattro sinonimi:
- Aleuron flavidus (Zhu & Wang, 1997)
- Aleuron leo Clark, 1935 - Secondo D'Abrera (1986) una errata attribuzione di esemplari di A. Iphis (vedi).
- Aleuron paraguayana Clark, 1931
- Rhodosoma flavidus Zhu & Wang, 1997